# Víctor Suárez Piñero
Víctor Suárez Piñero (23 de septiembre de 1988, Oviedo) es maestro, escritor, traductor y activista en favor del conocimiento libre y los derechos lingüísticos del asturiano. Desde 2019 forma parte del Consejo de Comunidades Asturianas por designación de la Junta General del Principado de Asturias y, desde 2020, de la comisión permanente del Conseyu Asesor de Política Llingüística nombrado por la Consejería de Cultura, Política Lingüística y Turismo del Principado de Asturias.

## Biografía

### Activismo lingüístico y participación política
Desde 2006 realiza labores de administración y edición en distintos proyectos de conocimiento libre en asturiano como Wikipedia y OpenStreetMap participando, también, en encuentros internacionales como UbuCon Europe. En 2009 fue el creador junto al Aconceyamientu de Xuristes pol Asturianu del Observatoriu de derechos llingüísticos y del Rexistru de la Discriminación Llingúística n'Asturies. En 2011 fue miembro fundador de Iniciativa pol Asturianu de la que sería vicepresidente. Tras abandonar Izquierda Unida en 2022, después de la fallida negociación de la reforma del Estatuto de Autonomía que tenía como eje principal la oficialidad del asturiano, milita en la Federación Socialista Asturiana donde coordina la política lingüística de la formación.

### Medios de comunicación
Fue uno de los creadores y redactores del desaparecido diario digital contrainformativo Aruelu y publicó artículos de opinión en medios digitales en asturiano como: Asturies.com, Asturnews, Qué ye ho! o Les Noticies y La Voz de Asturias. Tras contribuir en 2007 con una sección de cine en el programa Nueches de Radio, de la emisora Radio Sele, presentó en solitario el programa Cinefiliast y, diez años después, retomaría la actividad radiofónica con Cinefilies sección de cine de la mano de Naciu Varillas en el programa Naguando de RPA. En esa misma emisora colaboraría en la tertulia en asturiano de La Buena Tarde (2019) y en Sentir Asturies (2021).

### Docencia y divulgación
Como divulgador ha colaborado con la Academia de la Llingua Asturiana en la Universidá Asturiana de Branu y como ponente en las Xornaes Internacionales d'Estudiu con comunicaciones sobre el uso del cine en las clases de asturiano y la presencia de asturianismos en los diccionarios de la Real Academia Española. También con la Universidad de Oviedo en la II Xornada Llingua y educación (2015) y Espardimientu ya impactu de la Llingua Asturiana (2016),
Ha participado también en actividades educativas de la Consejería de Educación del Principado de Asturias como el Día de les Ciencies Asturianes en 2017 o el Alcuentru virtual: la escuela n'asturianu y Aprende con TPA d'Educastur TV en 2020.
Por otro lado, también ha participado en distintos eventos culturales como la Convención Juvenil de Cultura y Ocio Alternativo (Cometcon) de Oviedo en 2018 y 2021. También, junto a otras figuras relevantes del panorama cultural asturiano como Berta Piñán, en la Semana Negra de Gijón en 2019.
En diciembre de 2022 hizo parte de la mesa redonda Panorama actual y futuru de la traducción audiovisual n’asturianu nel I Congresu de Traducción Audiovisual n’Asturianu organizáu por Verbéu, l'Asociación de Traductores Profesionales n’Asturianu.

## Obra

### Ficción
- Xitanxáfora ukulelizante y Vaya peles ánimes (Revista Formientu N.º 10, 2011) ISSN: 2172-4156
- El Viax (Revista Formientu N.º 11, 2012) ISSN: 2172-4156
- Nayundes (Fecho na cuarentena, Ediciones Radagast 2020)

### Ensayo y divulgación
- Ciencia ficción n'asturianu[26] una introducción a la trayectoria de este género en la literatura asturiana (Revista Lliteratura Nº32, 2016) ISSN: 113-9542
- Atlas sonoru de la llingua asturiana - Uviéu (Academia de la Llingua Asturiana, 2018) en colaboración con Darío de Dios Sanz
- Restolando pela rede. El pallabreru de la informática (Oficina de Normalización Llingüística de Xixón, 2021)

### Traducción
En solitario
- Club de Llucha traducción al asturiano del primer capítulo de Fight Club de Chuck Palahniuk (Lletres Lliterariu N.º 5, 2013) ISSN: 1889-5182
- Los nueve mil millones de nomes de Dios traducción del relato The Nine Billion Names of God de Arthur C. Clarke (Revista Lliteratura Nº30, 2014) ISSN: 113-9542
- Los viaxes de Gulliver traducción del primer capítulo de Gulliver's Travels de Jonathan Swift (Revista Lliteratura Nº31, 2015) ISSN: 113-9542
- La Rexenta[27][28][29] traducción al asturiano de La Regenta de Leopoldo Alas "Clarín" (Saltadera, 2018). Esta traducción fue presentada, además de en Oviedo, en Barcelona[30] ciudad donde se publicó originalmente. ISBN 978-84-948572-1-8
- Charlie y la fábrica de chocolate (2021) ISBN 978-84-948572-1-8
- Matilda (2022) ISBN 978-84-18365-17-1

En obras colectivas
- Se lo dije a la noche de Juan Carlos García Hoyuelos (Beta III Milenio, 2011) ISBN 978-84-92629-60-2
- Aire, fuego y deseo de Juan Carlos García Hoyuelos[31] (Beta III Milenio, 2016) ISBN 978-84-15495-85-7
- Colaboración con FASAD en la traducción al asturiano del cómic Castrones a la carrera creado por un grupo de personas con discapacidad del Centro de Apoyo a la Integración “La Arboleya”[32][33][34]
- Instant.es libro-disco de la Asociación de Escritores de Asturias (Setenteyocho,2021) ISBN 978-99-45098-24-2

Para el doblaje y la subtitulación al asturiano
- Ocean's Eleven (Gonzali Producciones, 2017)
- Sherlock Holmes: Xuegu de sombres [35] (Gonzali Producciones, 2017)

## Premios
- Segundo premio en los Premios L'Horru del Carbayedo de Microrrellatu n'asturianu por Vaya peles ánimes.[36]
- Primer premio en el I Concursu de Rellatu Curtiu 'Cenciella'" de Noreña por El Viax.[37]
- Primer premio en el XVI Concursu de Cuentos Curtios de Cangas del Narcea por Nayundes.[38][39]
- Tercer premio en la categoría de divulgación del concurso Fala en 3 de la Oficina de Normalización Llingüística de Xixón.[40][41]